# Antonio Vivaldi
Antonio Lucio Vivaldi, född 4 mars 1678 i Venedig, Veneto, Italien, död 28 juli 1741 i Wien, Österrike, var en italiensk violinist, präst och tonsättare. Vivaldis far, Giovanni Battista Vivaldi (1655–1736), var själv violinist och anställd i Markuskyrkan i Venedig och han var den som gav Antonio Vivaldi den första musikutbildningen.
Vivaldi prästvigdes 1703 och anställdes som "maestro de violino" samma år vid barnkonservatoriet för flickor, Il Pio Ospedale della Pietà, där han med smärre avbrott för resor var verksam till 1740. Han framträdde ofta med sina elever och egna verk för Venedigs adel och borgare.
Vivaldi etablerade och utvecklade konsertformen för soloinstrument (oftast 1–4 violiner) och orkester. Mest känd av dessa är Le quattro stagioni ("De fyra årstiderna"; konsert nr 1–4 i op. 8, 1725). Violinen var hans huvudinstrument, men han skrev också konserter och sonater för blåsinstrument, en stor mängd operor, samt vokalmusik för sakrala ändamål. Hans verk L'estro armonico (publicerat i Amsterdam ca 1711) kom att bli en av de mest betydelsefulla samlingarna av musik under 1700-talet, framför allt i Centraleuropa.
Vivaldi var en av senbarockens mest betydande tonsättare, populär både under sin livstid och i dag.

## Biografi

### Barn- och ungdomsår

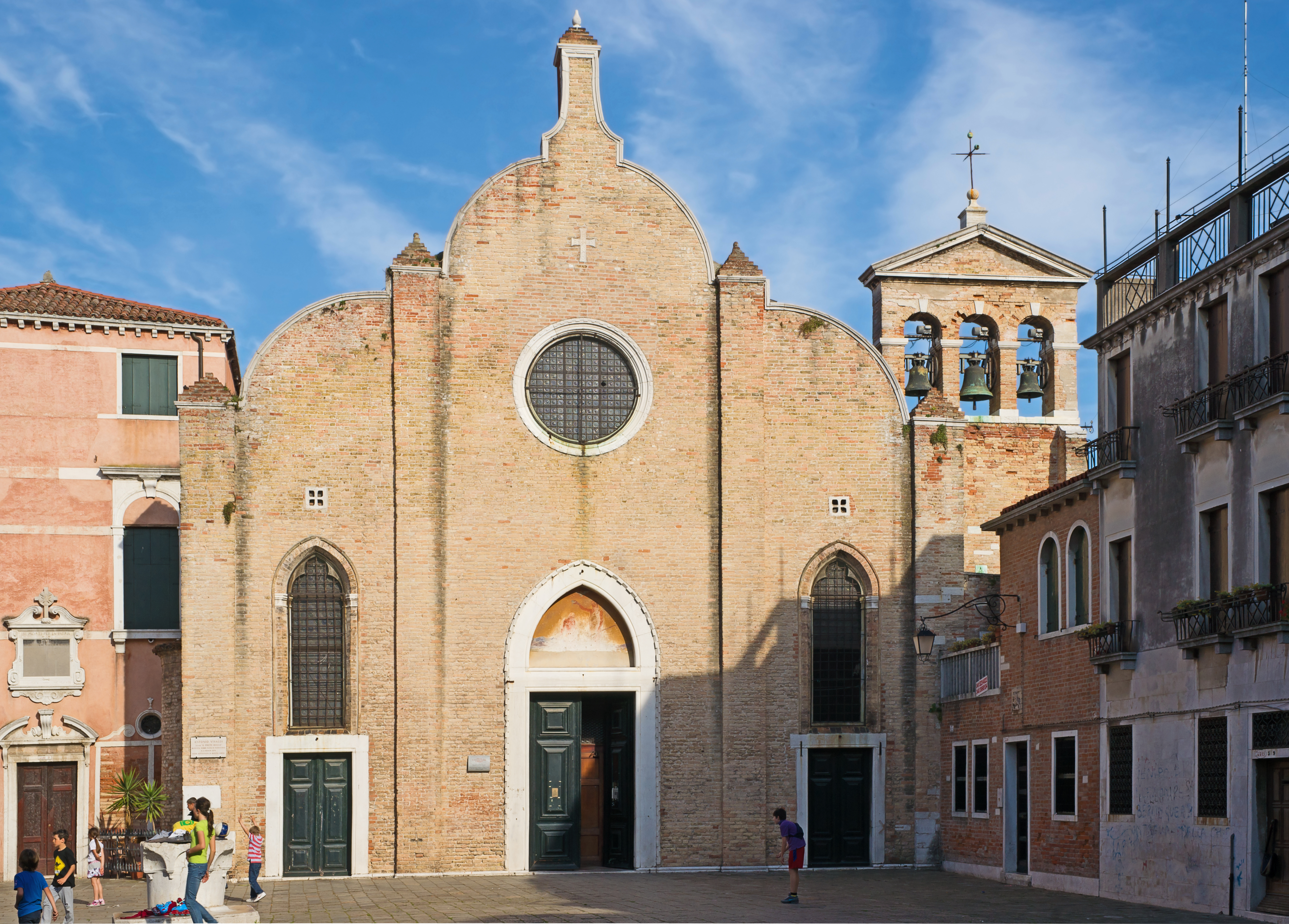
Kyrkan där Vivaldi döptes: Chiesa di San Giovanni in Bragora i Sestiere di Castello, Venedig.

Antonio Lucio Vivaldi föddes i Venedig, huvudstad i Republiken Venedig 1678. Han döptes omedelbart i hemmet av barnmorskan. Orsaken till det hastiga dopet är inte känd. Kanske var barnet klent, men troligast är att det berodde på den jordbävning som skakade staden samma dag. Det officiella dopet i kyrkan ägde inte rum förrän två månader senare.
Vivaldis föräldrar var Giovanni Battista Vivaldi och Camilla Calicchio enligt registreringen i San Giovanni in Bragora. Vivaldi hade fem syskon, Margarita Gabriela, Cecilia Maria, Bonaventura Tomaso, Zanetta Anna och Francesco Gaetano. Fadern, som först var barberare, men senare blev professionell violinist, lärde sonen att spela fiol och turnerade senare med sin unge son. Troligen undervisades han från mycket tidiga år med tanke på de utomordentligt goda musikkunskaper han hade då han redan vid 24 års ålder började arbeta vid Ospedale della Pietà. Fadern var en av grundarna till Sovvegno dei musicisti di Santa Cecilia, ett slags fackförening för musiker och tonsättare. Ordförande i föreningen var Giovanni Legrenzi, kapellmästare i Markuskyrkan i Venedig och en välkänd tonsättare. Det är troligt att Vivaldi fick sin första undervisning i komposition av denne. Den luxemburgske forskaren Walter Kolneder har upptäckt drag av Legrenzis stil i det tidiga liturgiska verket Laetatus sum (RV Anh 31, komponerat 1691 vid 13 års ålder). Vivaldis far kan också ha varit tonsättare. En opera med titeln La Fedeltà sfortunata är komponerad 1689 av "Giovanni Battista Rossi", det namn som Vivaldis far använde i Sovvegno di Santa Cecilia. (Rossi betyder röd, färgen på Vivaldis hår, som var ett släktdrag.)
Vivaldi hade problem med sin hälsa. Troligen hade han en form av astma, som emellertid inte hindrade honom från att spela fiol, komponera eller delta i andra musikaliska aktiviteter, men han kunde inte spela blåsinstrument på grund av problemen med andningen. Vid 15 års ålder, 1693, började han studera till präst, och 1703 prästvigdes han, 25 år gammal. Han kom snart att kallas il Prete Rosso (den röde prästen) på grund av sitt röda hår.
1704, inte långt efter sin prästvigning, blev han befriad från att leda gudstjänster på grund av sin hälsa. Vivaldi tjänstgjorde de facto bara ett fåtal gånger som präst beroende på "strettezza di petto", som tolkats som astma, och det förefaller som om han helt slutade utöva prästämbetet.

### Vid Pio Ospedale della Pietà
I september 1703 blev Vivaldi maestro di violino vid barnhemmet Pio Ospedale della Pietà i Venedig. Trots att Vivaldi framför allt är känd som tonsättare ansågs han också vara en synnerligen skicklig violinist. Den tyska samtida arkitekten Johann Friedrich Armand von Uffenbach refererade till Vivaldi som "den berömde tonsättaren och violinisten" och sa att "Vivaldi spelade ett utsökt solo och på slutet lade han till en fantasi (en improviserad kadens) som fullkomligt förbluffade mig, då det är föga troligt att någon någonsin spelat eller någonsin kommer att spela med liknande manér."
Vivaldi var bara 25 år då han anställdes vid barnhemmet och de flesta av sina större kompositioner skrev han under de trettio år han arbetade där. Det fanns fyra liknande institutioner i Venedig. Deras mål var att ge mat, husrum och utbildning åt föräldralösa och övergivna barn eller barn vars föräldrar inte kunde försörja dem. Barnhemmen finansierades av fonder instiftade av republiken Venedig. Pojkarna fick lära sig ett yrke och var tvungna att lämna hemmet då de fyllt 15. Flickorna fick musikutbildning och de mest begåvade fick stanna och utgöra hemmets berömda kör och orkester.
Kort efter att han anställts började barnen också att uppmärksammas utanför Venedig. Det mesta av de konserter, kantater och den sakrala musik Vivaldi skrev, skrev han för dem. Den vokala kyrkomusik Vivaldi skrev, skrev han också huvudsakligen för Ospedale della Pietà. Dessa, mer än sextio, sakrala verk består av verk för många olika slags besättningar, solomotetter och stora körverk för solister, dubbelkör och orkester. 1704 utvidgades hans filollärartjänst till att också gälla "viola all'inglese". Tjänsten som körledare (maestro di coro) som Vivaldi också innehade tog mycket tid i anspråk. Han skulle komponera ett oratorium eller en konsert till varje större helg och dessutom lära barnen musikteori och att spela instrument.
Hans relation till ledningen för Ospedale var ofta ansträngd. Ledningen röstade varje år om huruvida lärarna skulle behållas. Om Vivaldi var man sällan eniga och 1709 förlorade han arbetet efter röstsiffrorna 7 mot 6. Efter ett år som frilansmusiker återkallades han till Ospedale efter en enig omröstning; styrelsen hade då uppenbarligen insett vilken betydande roll han spelade. 1713 blev han huvudansvarig för musikverksamheten vid institutionen och 1716 blev han utnämnd till "maestro di' concerti" (dirigent/musikdirektör).
Under denna tid skrev Vivaldi det mesta av sin musik, bland annat många operor och konserter. 1705 publicerades den första samlingen musik, Connor Cassara. Hans opus 1. är en samling av tolv sonater för två violiner och generalbas i en ganska traditionell stil. Den första tryckta samlingen, skriven 1705, publicerades av Giuseppe Sala. 1709 kom opus 2., en samling med tolv sonater för violin och generalbas. Det verkliga genombrottet kom med samlingen av tolv konserter för en, två och fyra violiner och stråkar, L'estro armonico (opus 3.), som publicerades i Amsterdam 1711 av Estienne Roger. L’estro armonico tillägnades Ferdinando de' Medici som själv var musiker och som stött många musiker såsom Alessandro Scarlatti och Händel. Troligen träffades Vivaldi och han i Venedig. Verket blev en rungande succé över hela Europa och följdes 1714 av La stravaganza (opus 4.), en samling konserter för soloviolin och stråkar. La stravaganza tillägnades en av Vivaldis tidigare elever, den venetianske adelsmannen Vettor Dolfin.
År 1718 började Vivaldi företa sig resor. Trots hans ofta förekommande resor betalade Pietà honom för att skriva två konserter i månaden till orkestern och för att repetera med den minst fem gånger, då han befann sig i Venedig. Pietàs arkiv visar på att han betalades för 140 konserter mellan 1723 och 1733.

### Operaproducent

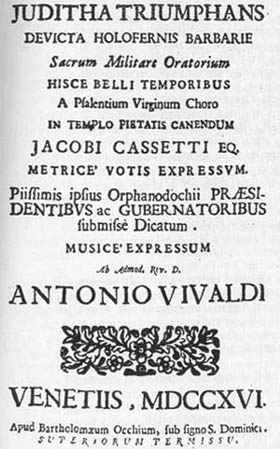
Den första utgåvan av Juditha triumphans som omtalas som hans första stora oratorium.

I Venedig var, under det tidiga 1700-talet, opera den mest uppskattade underhållningen och även den mest lönsamma för tonsättarna. Flera teatrar tävlade om publikens gunst. Vivaldi började sin karriär som operatonsättare i det tysta. Hans första opera Ottone in villa (RV 729) framfördes inte i Venedig utan på Garzerie-teatern i Vicenza 1713. Året därpå tog han steget till Venedig och blev impressario på Teatro Sant'Angelo där hans opera Orlando finto pazzo (RV 727) uppfördes. Verket uppskattades dock inte av publiken och föreställningen fick läggas ner efter bara några veckor och ersattes av en repris av en opera som givits året innan. 1715 gavs Nerone fatto Cesare (RV 724, ej bevarad), med musik av sju olika tonsättare, av vilka Vivaldi bidragit med mest musik, elva arior. Denna gång blev det succé och Vivaldi planerade att till höstsäsongen ge en egen opera, Arsilda regina di Ponto (RV 700). Denna stoppades emellertid av censuren som ogillade handlingen. I operan förälskar sig huvudrollen, Arsilda, i en kvinna, Lisea, som låtsas vara man. Vivaldi lyckades dock upphäva censuren året därpå och den hade till slut premiär och gjorde en rungande succé.
Under samma period beställde Pietà ett flertal liturgiska verk. De mest betydelsefulla var två oratorier. Det ena, Moyses Deus Pharaonis (RV 643), har gått förlorat och det andra, Juditha triumphans (RV 644), komponerat 1716, är ett av hans kyrkliga mästerverk. Det skrevs för att fira Venedigs seger över turkarna och återerövrandet av ön Korfu. Alla de elva sångrollerna, både de manliga och de kvinnliga, spelades av flickor från Pietà. Många av ariorna innehöll också instrumentala solon för blockflöjter, oboer, viola d'amore och mandolin, vilket visade på flickornas breda färdigheter.
Samma år, 1716, skrev och producerade Vivaldi ytterligare två operor, L'incoronazione di Dario (RV 719) och La costanza trionfante degli amori e degli odi (RV 706). Den senare blev så populär att den omarbetades och presenterades två år senare med titeln Artabano re dei Parti (RV 701, ej bevarad) och uppfördes i Prag 1732. Under de följande åren skrev Vivaldi många operor som framfördes runt om i Italien.
Hans modernistiska operastil orsakade en del problem i relationen till mer konservativa musiker som till exempel Benedetto Marcello, en medlem av magistraten och amatörmusiker, som skrev en pamflett där han kritiserade Vivaldi och den moderna operastilen. Pamfletten hade rubriken Il teatro alla moda och på dess omslag fanns en karikatyr av Vivaldi spelande fiol.

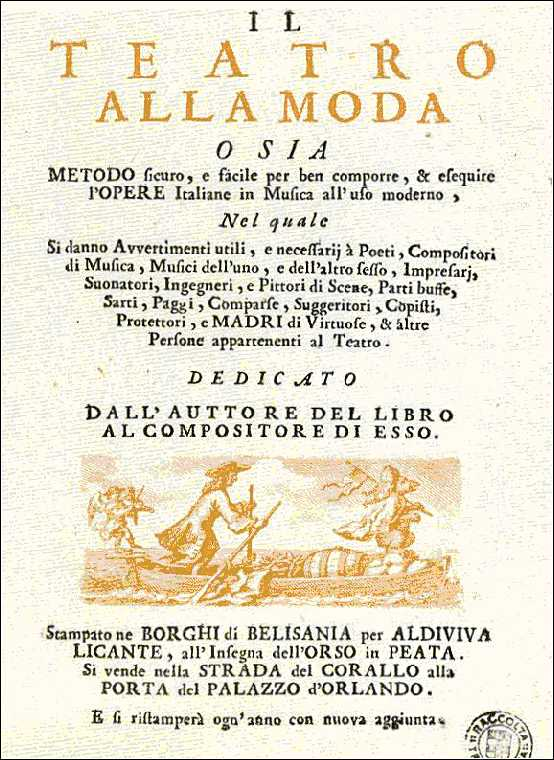
Framsidan på "Il teatro alla moda."

Marcellos familj var rättmätiga ägare till teatern Sant'Angelo och hade fört en lång juridisk process med ledningen för att få upprättelse, men utan framgång. Pamfletten attackerar Vivaldi utan att nämna honom vid namn. Teckningen på framsidan föreställer en båt (Sant'Angelo), och till vänster står en liten ängel med prästhatt och spelar fiol. Den dunkelt formulerade texten under bilden nämner icke existerande platser och namn, men "ALDIVIVA" är ett anagram på "A. VIVALDI".
I ett brev till sin värd Marchese Bentivoglio nämner Vivaldi sina 94 operor. Emellertid har man bara återfunnit ca 50 operor av Vivaldi och det finns ingen dokumentation kring de återstående. Möjligen kan han ha överdrivit, men med tanke på hans långa tid i operabranschen kan det vara troligt att han faktiskt skrev 94 stycken. Även om Vivaldi skrev många operor nådde han aldrig upp till den berömmelse som till exempel Alessandro Scarlatti, Leonardo Leo och Baldassare Galuppi åtnjöt. Detta framgår av hans oförmåga att hålla en produktion igång någon längre tid vid något av de större operahusen. Hans mest framgångsrika operor var La constanza trionfante och Farnace som återuppfördes sex gånger vardera.

### Medelålder

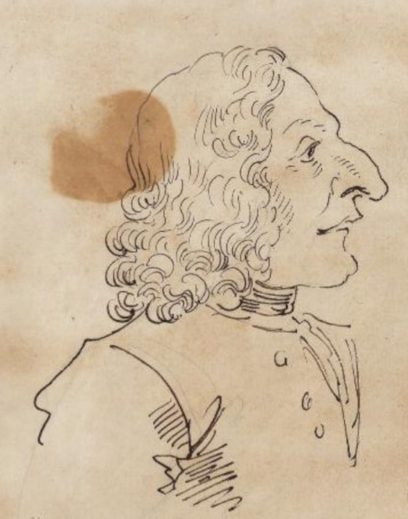
"Il Prete rosso Compositore di Musica che fece L'opera a Capranica del 1723."
Karikatyr av Pier Leone Ghezzi, Rom (1723).

1717 eller 1718 erbjöds Vivaldi en tjänst som Maestro di Cappella vid hovet hos prins Philip av lantgrevskapet Hessen-Darmstadt, guvernör över Mantua. Han bodde där under tre år och producerade flera operor bland annat Tito Manlio (RV 738). 1721 var han i Milano och framförde det pastorala dramat La Silvia (RV 734, ej bevarad) och året därpå oratoriet L'adorazione delli tre re magi al bambino Gesù (RV 645, ej bevarat). Den följande stora förändringen var flytten till Rom 1722 där hans operor kom att introducera den nya stilen, och påven Benedictus XIII inbjöd Vivaldi att spela för honom. 1725 återvände han till Venedig och presenterade fyra nya operor samma år.
Under denna period skrev han också De fyra årstiderna, fyra violinkonserter som beskriver de fyra årstiderna i en musikalisk form. Tre av dem är originalverk, men den första, Våren, lånar motiv från en sinfonia i första akten av operan Il Giustino, komponerad samma år. Inspirationen till De fyra årstiderna kom sannolikt från de lantliga omgivningarna runt Mantova. Musiken var revolutionerande uppfinningsrik. I årstiderna beskriver Vivaldi porlande bäckar, sjungande fåglar (av olika arter, var och en noggrant karaktäriserad), skällande hundar, stilla nätter, ropande herdar, stormar, surrande myggor, berusade dansare, jaktlag (både ur jägarens och ur bytets perspektiv), isiga landskap, skridskoåkande barn och brinnande eldar. Till varje årstid hörde en sonett som Vivaldi skrivit själv som beskrev de scener som musiken skildrade. Musiken publicerades som de första fyra delarna av en samling om tolv konserter, Il cimento dell'armonia e dell'inventione, opus 8, utgiven i Amsterdam av Le Cène 1725.
Under sin tid i Matova träffade Vivaldi en ung talangfull sångerska, Anna Tessieri Giro, som blev hans elev, vän och favoritsolist. Tillsammans med sin äldre halvsyster Paolina blev hon en del av Vivaldis umgänge och de följde ofta med honom på hans många resor. Det har spekulerats i relationens art, men inget har framkommit som tyder på något annat än vänskap och professionellt samarbete, och Vivaldi förnekar med bestämdhet allt romantiskt samröre i ett brev till Bentivoglio den 16 november 1737.

### De sista åren
På höjdpunkten av sin karriär fick Vivaldi många uppdrag av adelspersoner och kungligheter runt om i Europa. Bröllopskantaten Gloria e Imeneo (RV 687) skrevs för vigseln mellan Ludvig XV av Frankrike och Marie Leszczyńska 1725. Opus 9, La Cetra, tillägnades den tysk-romerske kejsaren Karl VI. 1728 träffade Vivaldi kejsaren personligen då denne kom till Trieste för att inspektera bygget av en ny hamn. Kejsaren beundrade Vivaldi så till den grad att det sades att han talade mer med Vivaldi vid detta tillfälle än han talat med sina ministrar under två år. Han gav Vivaldi en riddartitel och en guldmedalj och bjöd honom att besöka Wien. Vivaldi gav kejsaren en kopia av La Cetra, men denna version skiljer sig mycket från den som publicerades som opus 9. Förmodligen hade tryckningen försenats och Vivaldi hade tvingats att göra en preliminär sammanställning.
Tillsammans med sin far reste han till Wien och Prag 1730 där hans opera Farnace (RV 711) skulle uppföras. Några av de senare operorna var ett samarbete med två av Italiens främsta författare vid den här tiden. L'Olimpiade och Catone in Utica skrevs av Pietro Metastasio, den främste representanten för "Accademia dell'Arcadia" och hovpoet i Wien. La Griselda var en bearbetning av den unge Carlo Goldoni av ett tidigare libretto av Apostolo Zeno.

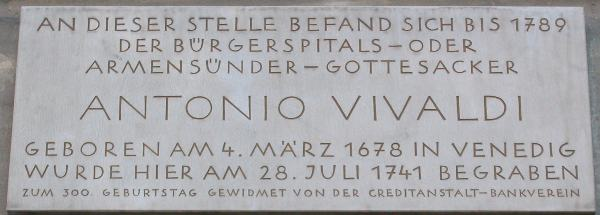
Minnestavla över Antonio Vivaldi på Karlsplatz i Wien.

Vivaldis liv slutade, liksom för många andra tonsättare vid den här tiden, med ekonomiska bekymmer. Hans kompositioner var inte längre lika populära i Venedig som de en gång varit. Den musikaliska smaken förändrades och de blev omoderna. Vivaldi tvingades sälja en stor del av sina manuskript för struntsummor för att finansiera en flytt till Wien. Skälet till att Vivaldi lämnade Venedig är oklart, men troligen ville han komma i kontakt med kejsaren Karl VI som visat så stort intresse för hans musik och för att bli anställd vid det kejserliga hovet. På resan från Venedig är det troligt att han stannade i Graz för att träffa Anna Giro. Ännu troligare är att huvudskälet för att resa till Wien var att sätta upp några operaföreställningar, särskilt som hans bostad låg nära Kärntnertortheater. Kort efter Vivaldis ankomst till Wien dog emellertid kejsaren den 20 oktober 1740, endast 55 år gammal. Det blev ett hårt slag för Vivaldi som lämnades utan beskydd och inkomst. Året därpå, på natten mellan den 27 och 28 juli 1741, dog även Vivaldi. Vivaldi befann sig vid sin död i den bostad han hyrde av änkan efter en sadelmakare. Orsaken var en invärtes infektion. Den 28 juli begravdes han i en enkel grav på sjukhusets begravningsplats. Jordfästningen ägde rum i Stefansdomen (där den unge Joseph Haydn då var korgosse). I priset för begravningen ingick klockringning för fattigbegravning. Både rapporter från tiden och nutida forskare bekräftar att Vivaldi dog utfattig. Han hade tjänat över 50 000 dukater, men levt upp dem. Vivaldis grav är belägen intill Karlskirche i Wien. Huset där han bodde i Wien är rivet och på dess plats ligger nu Hotel Sacher. Minnesplattor finns uppsatta, och Vivaldi har en stjärna på Wiener Musikmeile och ett monument på Rooseveltplatz i Wien.
Idag finns bara tre bevarade porträtt som föreställer Vivaldi: ett kopparstick, en tuschteckning och en oljemålning. Kopparsticket av François Morellon de La Cave är från 1725 och föreställer Vivaldi med noter i handen. Tuschteckningen av Pier Leone Ghezzi från 1723 visar bara Vivaldis huvud och axlar i profil. Oljemålningen som hittades i Liceo musicale i Bologna ger oss den bästa föreställningen av Vivaldis utseende och visar hans röda hår under den blonda peruken.

## Musikalisk stil och influenser
Vivaldis musikstil var nyskapande och bröt mot fastlagda traditioner då det gäller form. Han belyste den formella och rytmiska strukturen i sina konserter och sökte ständigt harmoniska konstraster och uppfinningsrika melodier och teman. Många av hans verk uppvisar en prålig och nästan lekfull frodighet. 
Vivaldi anses vara en av de tonsättare som förde barockmusiken (med dess typiska kontrast mellan tunga klanger) till den klassicistiska stilen. Johann Sebastian Bach var starkt påverkad av Vivaldis konserter och arior vilket är tydligt i Johannespassionen, Matteuspassionen och kantaterna. Bach transkriberade ett antal av Vivaldis konserter till klaver (cembalo) och också till orkester. Bland annat den välkända Concerto per 4 violini, violoncello e basso continuo ur L'estro armonico: libro II opus 3 nr 10. I Bachs version har den nummer BWV 1065.

## Vivaldi i modern tid
I motsats till många av sina samtida vars musik sällan spelas utanför akademiska eller specialintresserade sammanhang, åtnjuter Vivaldis musik ännu stor uppskattning bland nutida lyssnare. Hans popularitet under sin livstid gjorde honom känd utanför Italien, till exempel i Frankrike. Efter barockepokens slut föll Vivaldis musik i glömska och trots det uppvaknade Bachintresset som följdes av Mendelssohns framförande av Matteuspassionen, förblev Vivaldis musik ospelad, till och med De fyra årstiderna. Men då Fritz Kreisler vid 1900-talets början presenterade sin egen konsert i Vivaldistil som ett originalverk, bidrog det till ett uppvaknande intresse för Vivaldis musik. Det fick också den franske musikforskaren Marc Pincherle att påbörja sin forskning kring Vivaldis verk.
Fynden av många Vivaldimanuskript, och möjligheten för Biblioteca Nazionale di Torino att med hjälp av sponsorer förvärva dem, ledde till ett nyvaknat intresse för Vivaldis musik. Personer som Marc Pincherle, Mario Rinaldi, Alfredo Casella, Ezra Pound, Olga Rudge, Desmond Chute, Arturo Toscanini, Arnold Schering och Louis Kaufman var viktiga för Vivaldiintresset under 1900-talet.
Återupplivandet under 1900-talet av Vivaldis opublicerade verk skedde framför allt tack vare Alfredo Casellas ansträngningar. Denne organiserade 1939 en idag historisk Vivaldivecka där det återupptäckta Gloria (RV 589) och operan l'Olimpiade hördes för första gången på nytt. Sedan andra världskriget, har Vivaldis kompositioner upplevt en nästan universell framgång, och tillkomsten av historiskt initierade framföranden har bara ökat hans berömmelse. Den venetianske affärsmannen Antonio Fanna grundade 1947 "Istituto Italiano Antonio Vivaldi" (Fondazione Cini) med tonsättaren Gian Francesco Malipiero som konstnärlig ledare, med målet att marknadsföra Vivaldis musik och att publicera nya utgåvor av den.
En italiensk-fransk film med titeln Antonio Vivaldi, un prince à Venise kom 2005 med Stefano Dionisi i huvudrollen och med Jean-Louis Guillermou som regissör. En italiensk-brittisk tv-produktion kom 2009 och en österrikisk-amerikansk film väntas ha premiär 2010.

### Upptäckter 1926 och 1930
| ” | Den italienske tonsättarens kvarlåtenskaps öde är unikt. Efter Napoleonkrigen trodde man att en stor del av Vivaldis arbete gått oåterkalleligen förlorat. Men under hösten 1926, efter ett detektivliknande arbete av forskare, hittades 14 folianter med tidigare okända sakrala och profana verk i biblioteket i ett kloster i Piemonte. Några numrerade volymer saknades så sökandet fortsatte. Slutligen, i oktober 1930, hittades de saknade banden hos ättlingarna till storhertigen Durazzo i en fastighet som förvärvats redan på 1700-talet. Till sin förvåning erhöll musikvärlden 300 konserter för olika instrument samt 18 operor, för att inte tala om ett antal arior och mer än 100 vokala och instrumentala verk. Denna imponerande lista över framgrävda verk gjorde att Vivaldis kreativitet omvärderades. | „ |
| – Ur en Antonio Vivaldi-biografi av Alexander Kuznetsov och Louise Thomas i ett häfte till CD:n "The best of Vivaldi", publicerad och inspelad av Madacy Entertainment Group Inc, St. Laurent, Québec, Canada. | |   |

### Nya fynd
Nyligen har fyra sakrala verk av Vivaldi upptäckts i "Die Sächsische Landesbibliothek − Staats- und Universitätsbibliothek Dresden". Dessa verk var tidigare felaktigt tillskrivna Baldassare Galuppi en venetiansk tonsättare framför allt känd för sina körverk.
På 1750- eller 1760-talet beställde det sachsiska hovet några sakrala körverk av Galuppi av den venetianske notskrivaren Don Giuseppe Baldan. Förutom några autentiska verk av Galuppi bifogade Baldan även de fyra kompositionerna av Vivaldi föregivande att även dessa var av Galuppi. Troligen hade han fått dem av Vivaldis syskonbarn (Carlo Vivaldi and Daniele Mauro) som arbetade hos honom som kopister.
På stilen och instrumentationen och genom att man kände igen några arior ur Vivaldis operor kunde man sluta sig till att verken var av Vivaldi.
De två senaste tillskotten av Vivaldiverk är två psaltarpsalmer Nisi Dominus (RV 803, i åtta satser) och Dixit Dominus (RV 807, i elva satser), som upptäcktes 2003 och 2005 av den australiska forskaren Janice Stockigt. RV 803 spelades in för första gången 2005 av the King's Consort under ledning av Robert King. Världspremiären av Dixit Dominus ägde rum den 9 augusti 2005 i Melba Hall vid University of Melbourne. Det kompletta verket spelades in 2006 av Dresdner Instrumental-Concert under ledning av Peter Kopp.
Vivaldiforskaren Michael Talbot kallar verket "…tveklöst det bästa verket, som inte är en opera, från Vivaldis penna som sett dagens ljus sedan... 20-talet".
Vivaldis förlorade opera Argippo (RV 697) återupptäcktes 2006 av cembalisten och dirigenten Ondřej Macek. Macek och hans "Hofmusici orchestra" framförde verket i Prags slott den 3 maj 2008 – det första framförandet sedan 1730.

## Verk
Vivaldis verk numreras oftast efter RV-nummer, som står för Ryom-Verzeichnis. 
Se Verklista för Antonio Vivaldi.

### Media
De fyra årstiderna
- Våren: Sats 1 - Allegro (fil) – Sats 2 - Largo (fil) – Sats 3 - Allegro (fil)
- Sommaren: Sats 1 - Allegro non molto (fil) – Sats 2 - Adagio (fil) – Sats 3 - Presto (fil)
- Hösten: Sats 1 - Allegro (fil) – Sats 2 - Adagio molto (fil) – Sats 3 - Allegro (fil)
- Vintern: Sats 1 - Allegro non molto (fil) – Sats 2 - Largo (fil) – Sats 3 - Allegro (fil)

## Eftermäle
Nedslagskratern Vivaldi på planeten Merkurius och asteroiden 4330 Vivaldi är uppkallade efter honom.